# Османюртовский сельсовет
Османюртовский сельсовет  — административно-территориальная единица и муниципальное образование со статусом сельского поселения в Хасавюртовском районе Дагестана Российской Федерации.
Административный центр — село Османюрт.

## История
22 ноября 1928 года 4 сессией ЦИК ДАССР 6 созыва принимается новый проект районирования республики. На его основе было принято постановление о разукрупнении округов и районов и образовании 26 кантонов и 2 подкантонов. Хасавюртовский кантон был образован на части территории бывшего Хасавюртовского округа, переданного в состав ДАССР из Терской области в 1921 году. По новому районированию кантон состоял из 18 сельских советов, в том числе и Баташюртовский: Баташюрт, Аджи-Мадж-юрт, Баташево, Евгениевка, Османюрт, Османюрт-отар, Сим-Сыр, Узлуяновка, Хамавюрт.

## Населённые пункты
На территории сельсовета находятся населённые пункты:
1. село Османюрт
2. село Симсир

## Население
| 2002  | 2010  | 2012  | 2013  | 2014  | 2015  | 2016  |
| ----- | ----- | ----- | ----- | ----- | ----- | ----- |
| 3246  | ↗3660 | ↗3762 | ↗3824 | ↗3874 | ↗3897 | ↗3964 |
| 2017  | 2018  | 2019  | 2020  | 2021  | 2023  | 2024  |
| ↗4010 | ↗4037 | ↗4045 | ↗4072 | ↘3825 | ↗3871 | ↗3930 |
| 2025  |       |       |       |       |       |       |
| ↗3987 |       |       |       |       |       |       |

В 2010 году в сельском поселении проживало 3360 человек (2,6 % населения района).